# Carmen (Bohol)
Carmen es un municipio de la provincia de Bohol en Filipinas. Según el censo del 2007, tiene 43,153 habitantes. La localidad es una de las donde se encuentran las Colinas de Chocolate.

## Barangayes
Carmen se subdivide administrativamente en 29 barangayes.
| - Alegría - Bicao - Buenavista - Buenos Aires - Calatrava - El Progreso - El Salvador - Guadalupe - Katipunan - La Libertad | - La Paz - La Salvación - La Victoria - Matin-ao - Montehermoso - Montesuerte - Montesunting - Montevideo - Nueva Fuerza - Nueva Vida Este | - Nueva Vida Sur - Nueva Vida Norte - Población Norte - Población Sur - Tambo-an - Vallehermoso - Villaflor - Villafuerte - Villarcayo |